# Joseph Taylor Compher
Joseph Taylor Compher, souvent appelé J.T., (né le 8 avril 1995 à Northbrook dans l'État de l'Illinois aux États-Unis) est un joueur professionnel américain de hockey sur glace. Il joue au poste de centre. Sa sœur Jesse est également hockeyeuse.

## Biographie
Ayant joué pour l'équipe nationale de développement des États-Unis, il est repêché au 35e rang par les Sabres de Buffalo lors du deuxième tour du repêchage d'entrée dans la LNH 2013. Il rejoint par la suite les Wolverines de l'Université du Michigan. Alors qu'il terminait sa deuxième saison avec ces derniers, les Sabres échangent ses droits à l'Avalanche du Colorado avec Nikita Zadorov, Mikhaïl Grigorenko et un choix de deuxième tour au repêchage de 2015 contre Ryan O'Reilly et Jamie McGinn. 
En 2015-2016, il figure parmi les nommés pour l'obtention du trophée Hobey Baker, remis au meilleur joueur de hockey de la NCAA, après avoir réalisé une saison de 63 points en 38 matchs. À l'issue de la saison, il signe un contrat de trois ans avec l'Avalanche. Il joue pour la première fois comme sénior avec l'équipe des États-Unis lors du championnat du monde de 2016.
Il commence sa carrière professionnelle en 2016-2017 avec le Rampage de San Antonio, équipe affiliée à l'Avalanche dans la LAH. Durant la saison, il est rappelé par l'Avalanche et joue son premier match avec l'équipe en mars 2017. Il joue 21 matchs avec l'Avalanche et récolte 5 points, dont 3 buts.
Il remporte la Coupe Stanley 2022 avec Colorado.

## Statistiques

### En club
| Saison     | Équipe                         | Ligue      |     | Saison régulière | Saison régulière | Saison régulière | Saison régulière | Saison régulière |    | Séries éliminatoires | Séries éliminatoires | Séries éliminatoires | Séries éliminatoires | Séries éliminatoires |
| Saison     | Équipe                         | Ligue      | PJ  | B                | A                | Pts              | Pun              | PJ               | B  | A                    | Pts                  | Pun                  |                      |                      |
| 2011-2012  | U.S. National Development Team | USHL       | 32  | 13               | 14               | 27               | 37               | -                | -  | -                    | -                    | -                    |                      |                      |
| 2012-2013  | U.S. National Development Team | USHL       | 21  | 7                | 17               | 24               | 23               | -                | -  | -                    | -                    | -                    |                      |                      |
| 2013-2014  | Université du Michigan         | Big-10     | 35  | 11               | 20               | 31               | 22               | -                | -  | -                    | -                    | -                    |                      |                      |
| 2014-2015  | Université du Michigan         | Big-10     | 34  | 12               | 12               | 24               | 40               | -                | -  | -                    | -                    | -                    |                      |                      |
| 2015-2016  | Université du Michigan         | Big-10     | 38  | 16               | 47               | 63               | 28               | -                | -  | -                    | -                    | -                    |                      |                      |
| 2016-2017  | Rampage de San Antonio         | LAH        | 41  | 13               | 17               | 30               | 22               | -                | -  | -                    | -                    | -                    |                      |                      |
| 2016-2017  | Avalanche du Colorado          | LNH        | 21  | 3                | 2                | 5                | 4                | -                | -  | -                    | -                    | -                    |                      |                      |
| 2017-2018  | Avalanche du Colorado          | LNH        | 69  | 13               | 10               | 23               | 20               | 6                | 0  | 3                    | 3                    | 2                    |                      |                      |
| 2018-2019  | Avalanche du Colorado          | LNH        | 66  | 16               | 16               | 32               | 31               | 12               | 4  | 2                    | 6                    | 0                    |                      |                      |
| 2019-2020  | Avalanche du Colorado          | LNH        | 67  | 11               | 20               | 31               | 18               | 15               | 3  | 5                    | 8                    | 4                    |                      |                      |
| 2020-2021  | Avalanche du Colorado          | LNH        | 48  | 10               | 8                | 18               | 19               | 10               | 1  | 1                    | 2                    | 4                    |                      |                      |
| 2021-2022  | Avalanche du Colorado          | LNH        | 70  | 18               | 15               | 33               | 25               | 20               | 5  | 3                    | 8                    | 10                   |                      |                      |
| 2022-2023  | Avalanche du Colorado          | LNH        | 82  | 17               | 35               | 52               | 33               | 7                | 1  | 1                    | 2                    | 0                    |                      |                      |
| 2023-2024  | Red Wings de Détroit           | LNH        | 77  | 19               | 29               | 48               | 34               | -                | -  | -                    | -                    | -                    |                      |                      |
| Totaux LNH | Totaux LNH                     | Totaux LNH | 500 | 107              | 135              | 242              | 184              | 70               | 14 | 15                   | 29                   | 20                   |                      |                      |

### En équipe nationale
| Année | Compétition                  |    | PJ | B | A | Pts | Pun               |  | Résultat |
| 2012  | Championnat du monde -18 ans | 6  | 2  | 3 | 5 | 4   | Médaille d'argent |  |          |
| 2013  | Championnat du monde -18 ans | 7  | 3  | 4 | 7 | 8   | Médaille d'or     |  |          |
| 2015  | Championnat du monde junior  | 5  | 0  | 0 | 0 | 0   | Médaille d'argent |  |          |
| 2016  | Championnat du monde         | 10 | 1  | 2 | 3 | 2   | 4e place          |  |          |
| 2017  | Championnat du monde         | 8  | 2  | 0 | 2 | 0   | 5e place          |  |          |

## Trophées et honneurs personnels
- 2013-2014 :
  - nommé dans l'équipe des recrues de Big-10
  - nommé dans la deuxième équipe d'étoiles de Big-10
  - nommé recrue de l'année de Big-10
- 2015-2016 :
  - nommé dans la première équipe d'étoiles de Big-10
  - nommé dans la deuxième équipe d'étoiles de la région ouest de la NCAA
  - nommé parmi les finalistes du trophée Hobey-Baker

### Ligue nationale de hockey
- 2021-2022 : vainqueur de la Coupe Stanley avec l'Avalanche du Colorado